# Wayne Barnes

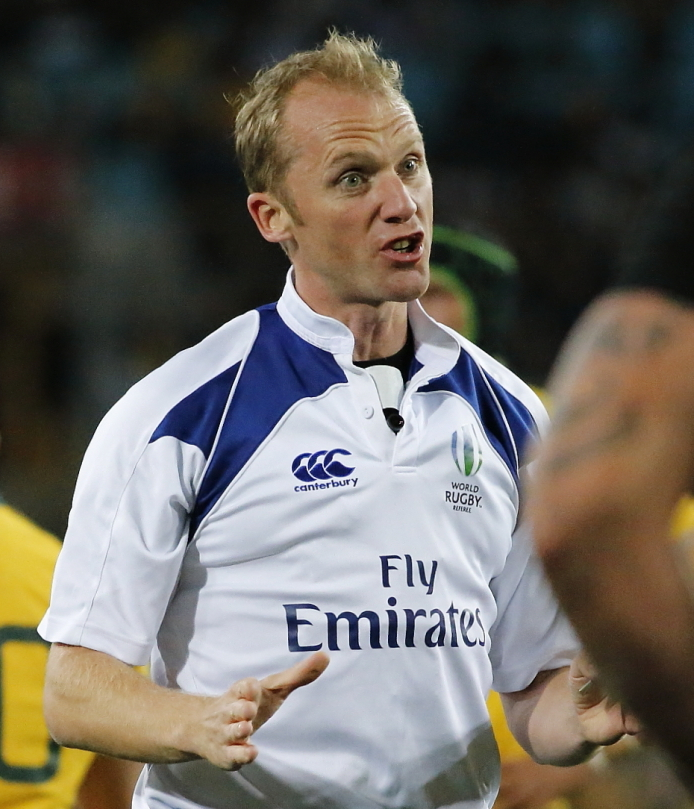
Wayne Barnes (2017)

Wayne Barnes (* 20. April 1979 in Gloucestershire, England) ist ein ehemaliger britischer Rugby-Union-Schiedsrichter. Er kam regelmäßig in der Premiership und im European Rugby Champions Cup zum Einsatz. Ebenso leitete er zahlreiche Spiele bei Weltmeisterschaften, bei den Six Nations, in der Rugby Championship und im Pacific Nations Cup.

## Biografie
Barnes ging in Lydney und Monmouth zur Schule, anschließend studierte er Recht an der University of East Anglia. Nach Studienabschluss schloss er sich 2002 dem Lincoln’s Inn an und arbeitete als Barrister im Bereich Wirtschaftskriminalität. Als Achtjähriger fing Barnes mit Rugbyspielen an, im Alter von 15 Jahren begann er als Schiedsrichter tätig zu sein. 2001 leitete er sein erstes Spiel in der Premiership, der höchsten englischen Liga. Er war damals der jüngste Schiedsrichter, der jemals von der Rugby Football Union in einem Spiel auf oberster nationaler Ebene eingesetzt worden war. Ab April 2005 war er professioneller Schiedsrichter.
Länderspiele leitete Barnes zunächst auf Juniorenstufe, etwa bei der U-19-Weltmeisterschaft 2003 in Saint-Denis und der U-21-Weltmeisterschaft 2005 in Mendoza. Bei drei Partien der ersten Ausgabe des Pacific Nations Cup kam er 2006 erstmals in Test Matches zum Einsatz, sein Debüt bei Six Nations hatte er 2007 im Spiel zwischen Italien und Frankreich. Während der Weltmeisterschaft 2007 war Barnes einer von drei englischen Schiedsrichtern. Nachdem er im Viertelfinalspiel zwischen Neuseeland und Frankreich zwei umstrittene Entscheidungen gefällt hatte, erhielt er sozialen Netzwerken Morddrohungen, was sowohl vom International Rugby Board als auch von der neuseeländischen Premierministerin Helen Clark verurteilt wurde.
Barnes war fünfmal Hauptschiedsrichter in den Finalspielen der englischen Meisterschaft, und zwar in den Saisons 2008/09, 2010/11, 2011/12, 2012/13 und 2014/15. Im März 2015 leitete er sein 150. Meisterschaftsspiel der englischen Premiership. Auf europäischer Ebene leitete er unter anderem das Finale des Heineken Cup 2009/10 und des European Challenge Cup 2011/12. Gelegentlich war er auch bei Spielen der französischen Meisterschaft Top 14 und der Rugby Championship der Südhemisphäre im Einsatz. Bei der Weltmeisterschaft 2011 pfiff er unter anderem das Spiel um Platz 3. 
Barnes leitete das Finale der Weltmeisterschaft 2023 zwischen Neuseeland und Südafrika. Im Anschluss an das Finale beendete er seine aktive Karriere als Rugby-Union-Schiedsrichter. 